# Vatica nitens
Vatica nitens là một loài thực vật thuộc họ Dipterocarpaceae. Loài này có ở Brunei và Malaysia. Chúng hiện đang bị đe dọa vì mất môi trường sống.